# 鼠特灵
鼠特灵或灭鼠宁（英語：或Raticate、Shoxin）是一种含氮有机化合物，化学式C33H25N3O3，为血管收縮和鈣通道阻滯作用的灭鼠剂，被美国环境保护局（EPA）列入极度危险物质列表。